# DiJonai Carrington
DiJonai Victoria Carrington (ur. 8 stycznia 1998 w San Diego) – amerykańska koszykarka, występująca na pozycji rzucającej, obecnie zawodniczka Minnesota Lynx.
W 2016 wystąpiła w spotkaniach gwiazd amerykańskich szkół średnich McDonald’s All-American i Jordan Brand Classic.
Pochodzi ze sportowej rodziny. Jej ojciec Daren Carrington grał w futbol amerykański na uczelni Northern Arizona, a następnie przez osiem lat zawodowo w NFL. Brat Darren grał również w futbol amerykański, występował w barwach drużyn akademickich z Oregonu i Utah. Matka Vickie uprawiała lekkoatletykę na uczelni Northern Arizona.

## Osiągnięcia
Stan na 1 lutego 2022, na podstawie, o ile nie zaznaczono inaczej.

### NCAA
- Uczestniczka rozgrywek:
  - NCAA Final Four (2017)
  - Elite 8 turnieju NCAA (2017, 2019, 2021)
  - Sweet 16 turnieju NCAA (2017–2019)
- Mistrzyni:
  - turnieju:
    - konferencji Pac-12 (2017, 2019)
    - Big 12 (2021)

  - sezonu regularnego Big 12 (2021)
- Zaliczona do:
  - I składu:
    - Pac-12 (2019)
    - turnieju Pac-12 (2019)

  - składu honorable mention Pac-12 All-Academic (2018, 2019)

### WNBA
- Finalistka pucharu WNBA Commissioner’s Cup (2021)[3]